# Gorica (Pag)
Gorica je naselje u sastavu Grada Paga, u Zadarskoj županiji.

## Povijest
Spominje se krajem 14. st. –1389. godine. Kapelanija je ustanovljena 1925. god. Naziv, ime naselja Gorica je deminutiv imenice gora, tj. imenica umanjena značenja od riječi gora, mala gora, gorica. Gorica je udaljena oko šest kilometara od grada Paga, na cesti Zadar – Pag. Šematizam iz 1843. god. navodi Goricu kao župu paškog dekanata: Gorizza, parrocchia. Današnji stanovnici Gorice potječu iz grada Paga. U 19. stoljeću paški težaci radeći na poljima u vlasništvu Paških plemića i crkve trajno se nastanjuju u Gorici. O podrijetlu Goričana iz grada Paga govori paški crkveni arhiv i današnja prezimena koja postoje u Gorici i Pagu (Čepulo, Fabijanić, Maričević, Pernar, Skitarelić, Škoda)

## Prezimena
- Bogetić - iz Šolte, izumrli
- Bukša - iz grada Paga, izumrli
- Čepulo - iz grada Paga
- Fabijanić - iz grada Paga
- Gosević - starinci, izumrli
- Jurčev - iz Kaštela, izumrli
- Maričević - iz grada Paga
- Pernar - iz grada Paga
- Skitarelić - iz grada Paga
- Šišić - starinci, preselili u Staru Vas, danas Šiša
- Škoda - iz grada Paga
- Vulinović - iz Privlake, izumrli

## Stanovništvo
Prema popisu iz 2011. naselje je imalo 90 stanovnika.
| broj stanovnika | 50    |       | 53    | 67    | 65    | 49    | 49    | 68    | 106   | 117   | 106   | 98    | 86    | 97    | 87    | 90    | 87    |
|                 | 1857. | 1869. | 1880. | 1890. | 1900. | 1910. | 1921. | 1931. | 1948. | 1953. | 1961. | 1971. | 1981. | 1991. | 2001. | 2011. | 2021. |

## Znamenitosti
- crkva svetog Ante